# نجم‌آباد (قزوین)
نجم‌آباد (قزوین)، روستایی در بخش مرکزی شهرستان قزوین در استان قزوین ایران است.

## جمعیت
این روستا در دهستان اقبال غربی قرار دارد و براساس سرشماری مرکز آمار ایران در سال ۱۳۸۵، جمعیت آن ۴۲۱ نفر (۸۸خانوار) بوده‌است.